# 抗日奇侠
《抗日奇侠》是中華人民共和國一部以第二次中日戰爭為背景的35集武俠電視劇，也是抗日神剧代表作。該電視劇自稱是献给中国共产党建党90周年、辛亥革命100周年的主旋律作品。
電視劇的導演為谭俏（武术指导）、刘仕裕。尔玛依娜（飾演宋无娇）、徐亮（飾演廖天生）、王新军（飾演王牧风）、舒耀瑄（飾演孔金开）、洪雁（飾演杉木纯子）、李嘉明（飾演鬼魂铁柱）、马京京（飾演杜大鹏）、白雨（飾演童可心）等人主演，该作主要讲述一伙拥有奇特功夫的人反抗日军入侵，最后相继陣亡的故事。
電視劇於2010年4月9日在山西开机拍摄。2011年2月28日，在太原电视台影视频道首播。之後在多地上映並成为收视冠军。劇中出現過“手撕鬼子”等情节。该剧最終遭到国家新闻出版广电总局点名批评，导致该剧的续集未送审成功。